# Émeric Lhuisset
Émeric Lhuisset, né en 1983 en France, est un artiste plasticien français. Son médium de prédilection est la photographie.

## Biographie
Émeric Lhuisset a grandi dans la banlieue parisienne dans l'Essonne et découvre l'art dans les livres d'histoire-géographie. Il réalise ses études aux Beaux-Arts de Paris sous l'enseignement de Guillaume Paris, Christian Boltanski et Jean-Marc Bustamante puis se spécialise en géopolitique à Paris I et à l'ENS.
Il est professeur de photographie à Science Po Paris et anime des cycles de conférence sur le thème Art contemporain et géopolitique. Son travail artistique principalement réalisé en zone de conflits oscille entre art contemporain et photojournalisme. Il étudie au début des années 2000 les zones de conflits en Europe et au Moyen-Orient, tout particulièrement en Syrie, en Irak, en Ukraine et en Afghanistan. Malgré les problématiques géopolitiques traitées dans ses travaux, Émeric Lhuisset ne se qualifie pas de photoreporter. Il travaille la mise en valeur esthétique de ces problématiques.
Son œuvre I heard the first ring of my death réalisée en 2010-2011 est entrée dans les collections du Stedelijk Museum d'Amsterdam.

### Hundred portraits of Maydan
En 2014 Émeric Lhuisset part à la rencontre des combattants de la révolution en Ukraine. Il réalise place Maydan le portrait de cent d'entre eux et les interroge à l'écrit sur ce qu'ils attendent de la suite des événements. Tous les portraits sont réalisés sur fonds d'une porte en tôle calcinée.
Il résume son approche photographique des conflits géopolitiques dans une édition parue en 2014.

### Last water war, ruins of a future
En 2016, Émeric Lhuisset réalise une série de photographies du site archéologique de Girsu (Telloh),. Il réalise un comparatif entre la situation géopolitique actuelle au Moyen-Orient et celle qui a mené à la destruction de la cité antique de Girsu en 2350 av. J.-C.

### L'autre rive
En 2018 il retrace le parcours de réfugiés sur le sol européen. En réaction aux photographies misérabilistes qui peuvent paraître dans les médias, Émeric Lhuisset cherche à représenter les réfugiés de façon ordinaire. Ce projet est structuré en trois chapitres. Le premier se déroule sur l’île de Lesbos en Grèce qui a été le lieu d'arrivée de nombreux réfugiés depuis la Turquie. Le second se situe dans des camps de réfugiés en Allemagne et au Danemark. Le dernier se déroule en France avec les descendants de réfugiés arrivés en France dans les années 1970.
Toutes les photographies de ce projet sont imprimées en cyanotypes non fixés et par conséquent virent progressivement à des monochromes bleus qu'Émeric Lhuisset qualifie[réf. nécessaire] de métaphore de la Méditerranée et de la couleur de l'Europe.

### J’entends au loin la réponse des Cosaques
Sa photo mise en scène et prise le 1er septembre 2023, et montrant un groupe de soldats ukrainiens en plein air, réunis autour d’une table, devient virale parce qu'elle imite Les Cosaques zaporogues écrivant une lettre au sultan de Turquie (1891) d’Ilia Répine (1844-1930), un tableau représentant un épisode de l’histoire ukrainienne et peint par un peintre né en Ukraine, mais détenu par le Musée russe à Saint Pétersbourg.

## Expositions
- 2019 : Quand les nuages parleront (exposition personnelle), Rencontres d'Arles, Arles, France [10],[11]
- 2017 : Last  water war, ruins of a future (exposition personnelle), Institut du Monde Arabe, Paris, France [12],[13]
- 2015 : Conflict, Time, Photography (exposition de groupe, curateurs Simon Baker & Shoair Mavlian), Museum Folkwang (Essen)
- 2014 : Conflict, Time, Photography (exposition de groupe), Tate Modern (Londres)

## Prix et distinctions
- 2018 : Lauréat de la résidence BMW [14],[15]
- 2017 : Le Grand Prix Image Vevey 2017-2018: Le Prix Leica. Ce prix récompense les photographes pour leur travail journalistique ou documentaire[16].

- 2015: prix Niépce (nomination)
- 2014 : Prix Leica Oskar Barnack Award (nomination)
- 2014 : Prix HSBC pour la photographie (nomination)

## Publications
- Quand les nuages parleront, Paris, éditions Trocadéro, 2019.
- L'Autre Rive, Paris, André Frère éditions, 2011-2017. Grand Prix Images Vevey – Prix Leica[réf. nécessaire].
- Last Water War, ruins of a future, préface de Jack Lang[17], Paris, André Frère éditions, 2016.
- Maydan – Hundred Portraits, Paris, André Frère Édition/Paradox, 2014.

## Collections publiques
- musée de l'Armée, Hôtel national des Invalides, Paris : Théâtre de guerre (2011-2012)
- Stedelijk Museum, Amsterdam : I heard the first ring of my death (2010-2011)